# 252 (număr)
252 (două sute cincizeci și doi) este numărul natural care urmează după 251 și precede pe 253 într-un șir crescător de numere naturale.

## În matematică
252:
- Este un număr par.
- Este un număr compus.[1]
- Este un număr abundent.[2][3]
- Este un număr harshad.[4][5]
- Este un număr Mian-Chowla.[6][7]
- Este un număr practic.[8][9]
- Este un număr refactorabil [10][11]
- Este un număr rotund.[12][13]
- Este un număr semiperfect (pseudoperfect).[14][15]
- Este un număr piramidal hexagonal.[16]
- Este un număr palindromic[17] și repdigit[18] în bazele 17 (EE (17), 20 (CC20), 27 (9927), 35 (7735), 41 (6641), 62 (4462), 83 (3383) 125, (22125) și (11251).
- Este {\displaystyle \tau (3)}, unde {\displaystyle \tau } este Funcția tau Ramanujan.[19]
- Este {\displaystyle \sigma _{3}(6)}, unde {\displaystyle \sigma _{3}} este funcția care sumează cuburile divizorilor argumentului său:[20]

{\displaystyle 1^{3}+2^{3}+3^{3}+6^{3}=(1^{3}+2^{3})(1^{3}+3^{3})=252.}
- Coeficientul binomial central {\displaystyle {\tbinom {10}{5}}}, este cel mai mare care este divizibile cu toți coeficienții din lina precedentă[21]
- Sunt 252 de puncte pe suprafața unui cuboctaedru cu raza 5 în laticea împachetării cubice cu fețe centrate.[22]
- Sunt 252 de moduri de scriere a numărului 4 ca o sumă de șase pătrate de numere întregi.[23]
- Sunt 252 de moduri de a alege patru pătrate dintr-o tablă de șah 4×4 fără a lua în considerare reflexiile și rotațiile.[24]
- Sunt 252 de posibilități de a plasa trei piese pe o tablă 4 în linie.[25]

## În știință

### În astronomie
- Obiectul NGC 252 din New General Catalogue este o galaxie lenticulară, posibil spirală cu o magnitudine 12,49 în constelația Andromeda.
- 252 Clementina este un asteroid din centura principală.
- 252P/LINEAR (LINEAR 12) este o cometă periodică din sistemul nostru solar.